# Bruno von Mudra
Karl Bruno Julius von Mudra (Bad Muskau, 1. travnja 1851. – Zippendorf, 21. studenog 1931.) je bio njemački general i vojni zapovjednik. Tijekom Prvog svjetskog rata zapovijedao je s više njemačkih armija na Zapadnom i Istočnom bojištu.

## Vojna karijera
Bruno von Mudra rođen je 1. travnja 1851. godine u Bad Muskau u njemačkoj pokrajini Saskoj. Za razliku od većine drugih njemačkih časnika ne potječe iz vojničke obitelji. Njegov otac je naime bio stolar u Bad Muskauu. Mudra je od 1863. do 1870. pohađao gimnaziju u Cottbusu, nakon čega je 1870. godine stupio u prusku vojsku. Od 1881. do 1884. godine pohađa Prusku vojnu akademiju u Berlinu. Čin pukovnika dostigao je 1900. godine, general bojnikom je postao 1903. godine, dok je 1907. godine promaknut u čin general poručnika kada dobiva i zapovjedništvo nad 39. pješačkom divizijom smještenom u Colmaru. Godine 1910. postaje generalnim guvernerom Metza koji se tada nalazio u okviru Njemačkog Carstva. Iduće 1911. godine promaknut je u generala pješaštva, te postaje glavnim inspektorom zaduženom za tvrđave. Godine 1913. dobiva plemićku titulu, te zapovjedništvo nad XVI. korpusom na čijem čelu je dočekao i početak Prvog svjetskog rata.

## Prvi svjetski rat
Na početku Prvog svjetskog rata XVI. korpus kojim je Mudra zapovijedao bio je u sastavu njemačke 5. armije kojom je zapovijedao prestolonasljednik Vilim. Mudrin zadatak je bio da spriječi prodor francuskih snaga kroz Aragonnske šume koji zadatak je Mudra u cijelosti ispunio. Za planiranje i izvršenje tog zadatka Mudra je 13. siječnja 1915. odlikovan ordenom Pour le Mérite.
U ožujku 1916. godine Mudra kod Verduna zapovijeda Napadačkom grupom Istok (Angriffsgruppe-Ost) koja je bila smještena na lijevoj obali rijeke Meuse. Nakon što su borbe kod Verduna splasnule, Mudra u listopadu 1916. na Istočnom bojištu od oboljelog Maxa von Fabecka preuzima zapovjedništvo nad njemačkom 8. armijom. 
U siječnju 1917. godine ponovno se vraća na Zapadno bojište gdje zapovijeda Armijskim odjelom A koji je držao položaje u pokrajini Alsace-Lorraine. U lipnju 1918. godine zamjenjuje Fritza von Belowa na zapovjedništvu 1. armije kojom zapovijeda do listopada 1918. godine kada od Otta von Belowa preuzima zapovjedništvo nad 17. armijom. Nakon odstupanja Ludendorffa Mudra je zajedno s Maxom von Gallwitzom pozvan u Berlin gdje se kod ratnog kabineta zalagao da se usprkos vojnim neuspjesima njemačka vojska nastavi boriti. Njegova stajališta nisu međutim, prihvaćena.

## Poslije rata
Nakon rata Mudra je umirovljen, te je do kraja svog života živio u Zippendorfu. Bruno von Mudra preminuo je 21. studenog 1931. godine u 80. godini u Zippendorfu gdje je i pokopan.
Mudra je imao izuzetan utjecaj na razvoj inženjerijskih postrojbi koje su se razvojem tehnologija sve više usavršavale, a bio je i stručnjak za obrane tvrđava. Po njemu je nazvana i nagrada koja se dodjeljuje najboljem kadetu u klasi u njemačkim inženjerijskim postrojbama. U veljači 1915. Mudra je proglašen i počasnim građaninom rodnog grada Bad Muskaua.

## Vanjske poveznice
(engl.) Bruno von Mudra na stranici Prussianmachine.com

(njem.) Bruno von Mudra na stranici Deutschland14-18.de
| Prethodnik:    | Zapovjednik 8. armije Bruno von Mudra | Nasljednik:           |
| Max von Fabeck | Zapovjednik 8. armije Bruno von Mudra | Friedrich von Scholtz |

| Prethodnik:        | Zapovjednik Armijskog odjela A Bruno von Mudra | Nasljednik:       |
| Karl Ludwig d'Elsa | Zapovjednik Armijskog odjela A Bruno von Mudra | Johannes von Eben |

| Prethodnik:     | Zapovjednik 1. armije Bruno von Mudra | Nasljednik:    |
| Fritz von Below | Zapovjednik 1. armije Bruno von Mudra | Otto von Below |

| Prethodnik:    | Zapovjednik 17. armije Bruno von Mudra | Nasljednik: |
| Otto von Below | Zapovjednik 17. armije Bruno von Mudra | nitko       |